# Темуко
Темуко (ісп. Temuco) — місто в Чилі. Адміністративний центр однойменної комуни, провінції Каутин та області Арауканія.
Територія комуни — 464 км². Чисельність населення — 282279 мешканців (2007). Густота населення — 608,36 осіб/км².

## Географія
Місто розташоване за 612 км на південь від столиці Чилі міста Сантьяго.
Комуна межує:
- на півночі — з комуною Гальваріно
- на північному сході — з комуною Лаутаро
- на сході — з комуною Вількун
- на півдні — з комуною Падре-Лас-Касас
- на заході — з комунами Нуева-Імперіаль, Чольчоль

### Клімат
Місто розташовується у зоні, котра характеризується морським кліматом. Найтепліший місяць — січень із середньою температурою 16.7 °C (62 °F). Найхолодніший місяць — липень, із середньою температурою 7.8 °С (46 °F).
| Клімат Темуко           | Клімат Темуко | Клімат Темуко | Клімат Темуко | Клімат Темуко | Клімат Темуко | Клімат Темуко | Клімат Темуко | Клімат Темуко | Клімат Темуко | Клімат Темуко | Клімат Темуко | Клімат Темуко | Клімат Темуко |
| Показник                | Січ.          | Лют.          | Бер.          | Квіт.         | Трав.         | Черв.         | Лип.          | Серп.         | Вер.          | Жовт.         | Лист.         | Груд.         | Рік           |
| Абсолютний максимум, °C | 33            | 35            | 31            | 27            | 21            | 22            | 23            | 22            | 27            | 29            | 30            | 32            | 35            |
| Середній максимум, °C   | 22            | 22            | 20            | 17            | 13            | 11            | 11            | 12            | 14            | 16            | 18            | 21            | 16            |
| Середня температура, °C | 16            | 16            | 15            | 12            | 10            | 8             | 7             | 8             | 10            | 11            | 13            | 15            | 12            |
| Середній мінімум, °C    | 10            | 10            | 8             | 6             | 6             | 5             | 4             | 4             | 5             | 6             | 7             | 9             | 7             |
| Абсолютний мінімум, °C  | 0             | 0             | 0             | −3            | −3            | −5            | −6            | −4            | −3            | −1            | 0             | 0             | −6            |
| Норма опадів, мм        | 40            | 40            | 40            | 70            | 170           | 180           | 180           | 130           | 90            | 80            | 50            | 50            | 1190          |
| ----------------------- | ------------- | ------------- | ------------- | ------------- | ------------- | ------------- | ------------- | ------------- | ------------- | ------------- | ------------- | ------------- | ------------- |
| Джерело: Weatherbase    |               |               |               |               |               |               |               |               |               |               |               |               |               |

## Демографія
Згідно з даними, зібраними в ході перепису Національним інститутом статистики, населення комуни становить 282279 чоловік, з яких 136146 чоловіків і 146133 жінок.
Населення комуни становить 30,12 % від загальної чисельності населення регіону Арауканія. 5,86 % відносяться до сільського населення та 94,14 % — міське населення.

### Важливі населені пункти комуни
- Темуко — 227086 жителів
- Лабранса (місто) — 5442 жителів